# Трамвайный проспект
Трамва́йный проспект — проспект в Кировском районе Санкт-Петербурга. Начинается, отходя под прямым углом, от проспекта Стачек в юго-восточном направлении. При пересечении с бульваром Новаторов меняет направление на восточное. Заканчивается у линии Октябрьской железной дороги, недалеко от железнодорожной платформы Ленинский проспект.

## История

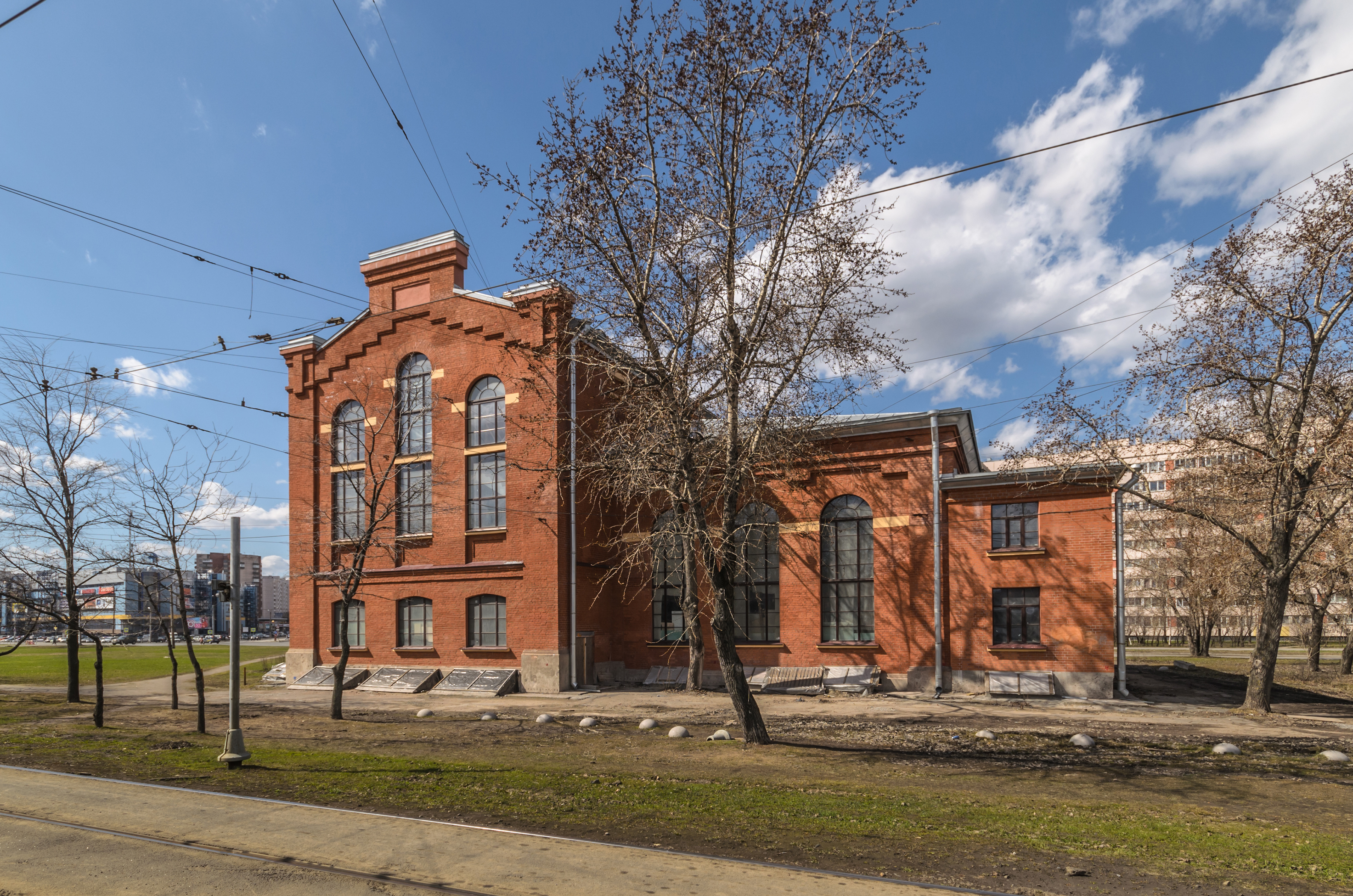
Бывшая подстанция Ораниенбаумской электрической линии (проспект Стачек, дом 91)

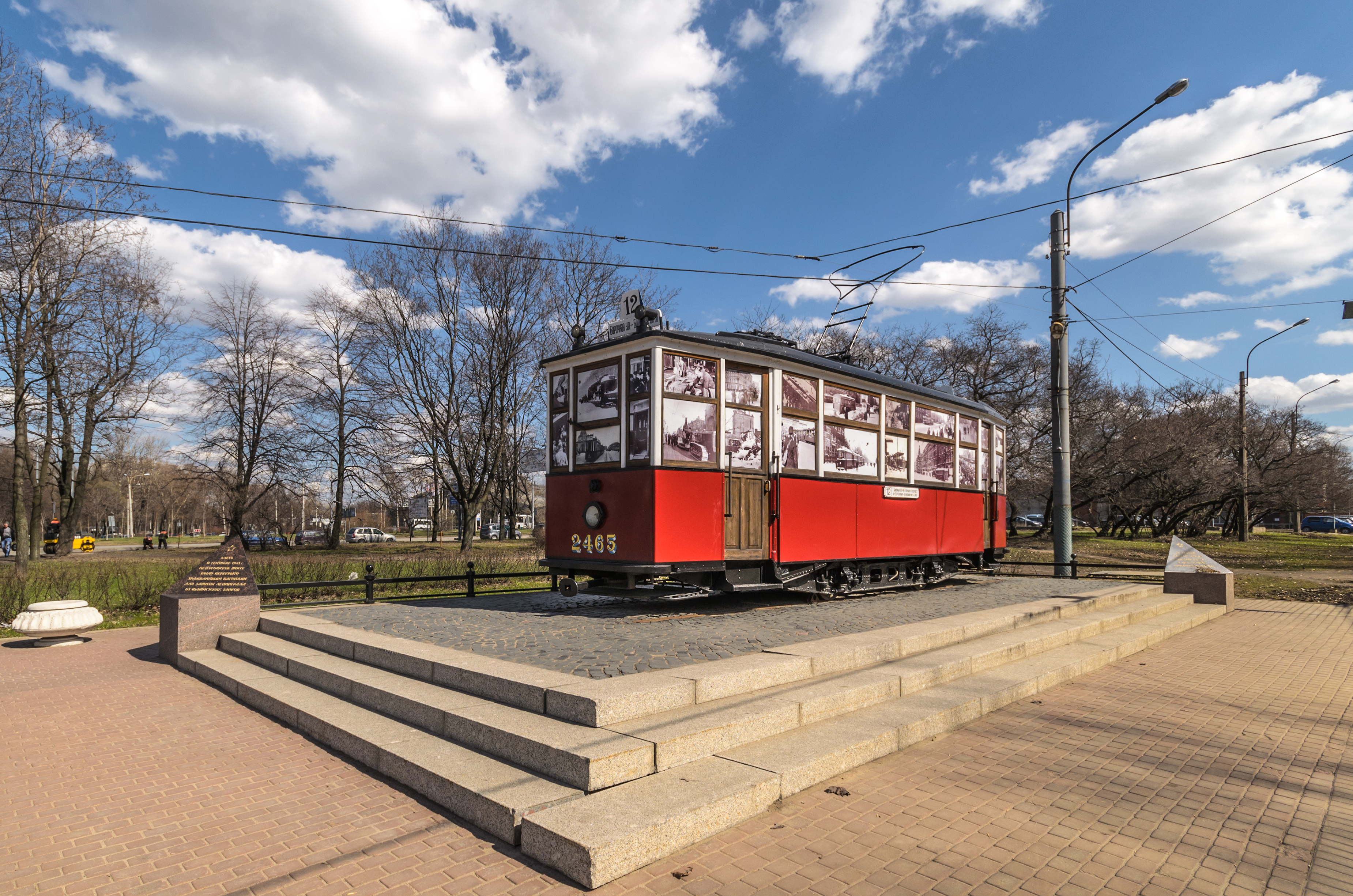
Памятник блокадному трамваю в сквере у трамвайного парка № 8

Проложен по землям посёлка Княжево, устроенного во владениях князя Н. Е. Куткина. Название «Трамвайный проспект» было дано новой магистрали сразу же, в 1906 году, и было связано с предполагавшейся ещё в конце XIX века прокладкой трамвайной линии по Петергофской дороге (сейчас — проспект Стачек). Линия начала строиться только в 1913 году Обществом Ораниенбаумской электрической железной дороги (ОРАНЭЛ), а вблизи проспекта была возведена трансформаторная подстанция и депо «Княжево» (трамвайный парк существует до сих пор, адрес — проспект Стачек, 91, современное название — парк № 8 им. И. Е. Котлякова). Трамвайное сообщение было открыто в 1916 году. Застройка Трамвайного проспекта в первой половине XX века была деревянной.
В 1960-х годах проспект вошёл в возводимый район новостроек Дачное и 17 ноября 1962 года его трасса была изменена: вместо прямой линии она стала ломаной. К старой, первоначальной части Трамвайного относится участок, перпендикулярно отходящий от проспекта Стачек, далее, после пересечения с бульваром Новаторов, участок спланирован позднее. Тогда же нечётную сторону застроили пятиэтажными жилыми домами Автовского домостроительного комбината (ДСК) — «хрущёвками». Чётная сторона является нежилой и занята промышленными и складскими зонами, а также школьными зданиями.
В 1966 году в районе пересечения проспекта с бульваром Новаторов вывели первую наземную ветку метро со станцией «Дачное», расположенной на месте дома 18-а. Платформа «Дачное» была закрыта в 1977 году в связи с постройкой подземной станции «Ленинский проспект», здание и платформа перестроены, и с 1982 года здесь располагаются подразделения ГАИ (ГИБДД).
С 25 октября 1982 года по 1 февраля 1983 года магистраль называлась проспектом Суслова, в честь секретаря ЦК КПСС М. А. Суслова, однако затем ей было возвращено изначальное название, а проспектом Суслова стала улица Третьего Интернационала (современный Дачный проспект).

## Здания
На проспекте находятся ФГУП НИИ командных приборов (д. 16, построено в 1960-е), центр занятости (д. 12, 1992) и три большие школы-интерната (1960-е, арх. С. И. Евдокимов, Г. М. Вланин, М. Д. Левин, инж. А. Я. Кириллов).
Архитектурной доминантой проспекта является многоярусное 15-этажное здание НИИ Галургии (д. 26, построено в 1982 году, группа архитекторов под рук. А. В. Жука). Также на проспекте расположены клиника Петербургского метрополитена (д. 22, к. 2) и торговый центр «Нарва» (д. 17).

## Пересечения
Не считая проспекта Стачек, являющегося началом улицы, Трамвайный проспект пересекают: улица Зины Портновой, бульвар Новаторов, проспект Народного Ополчения и Троллейбусный проезд.

## Галерея

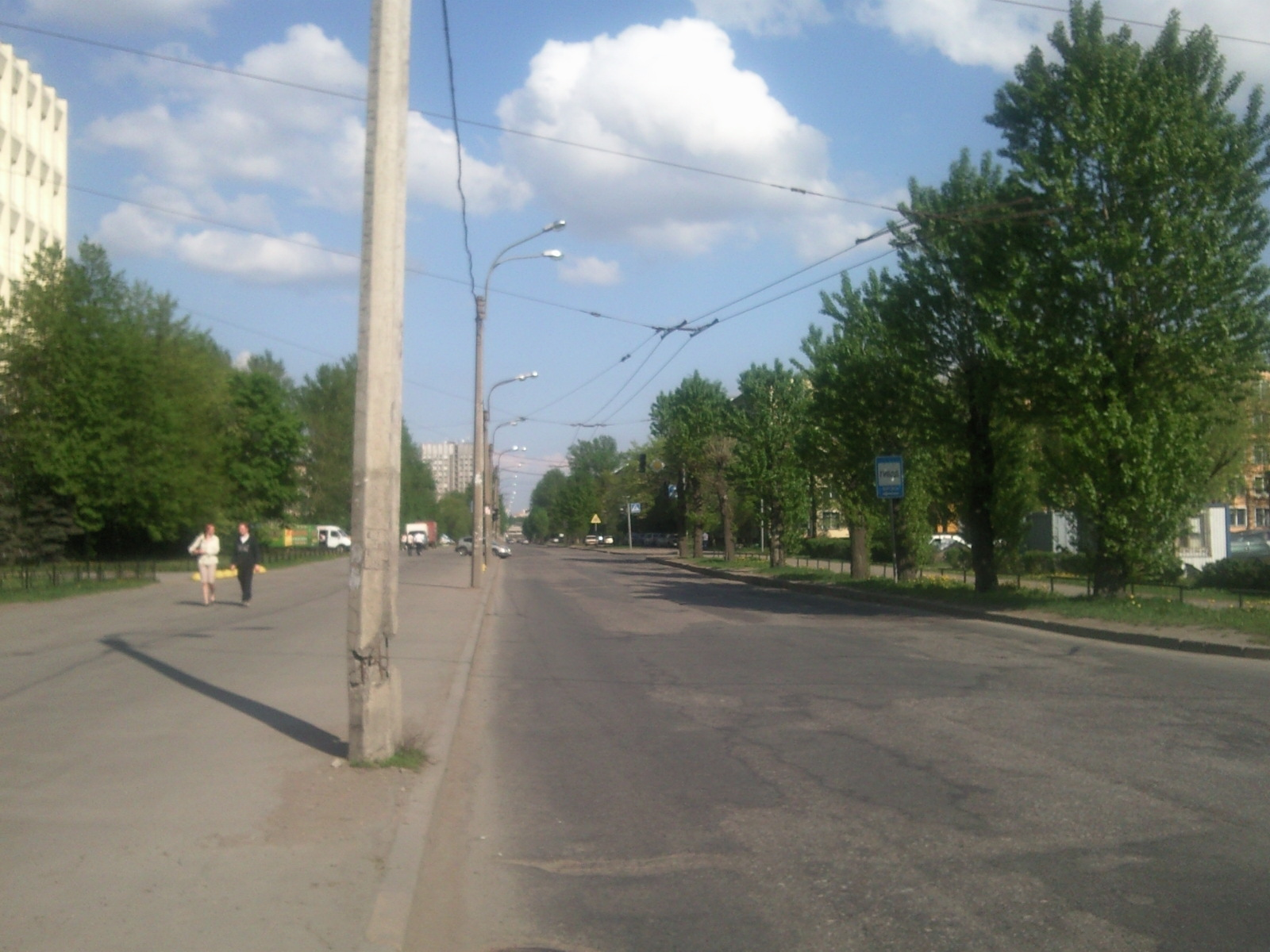
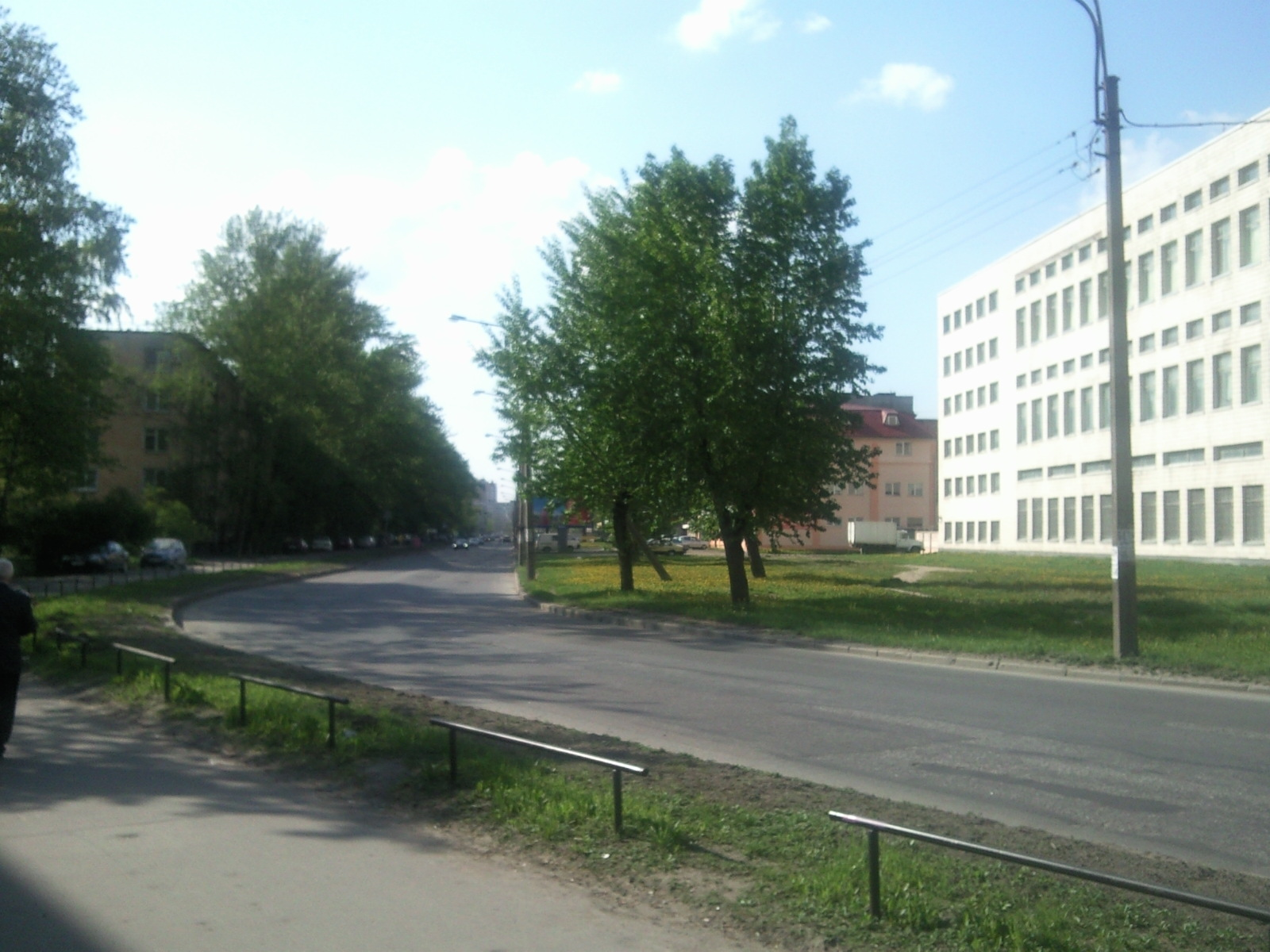
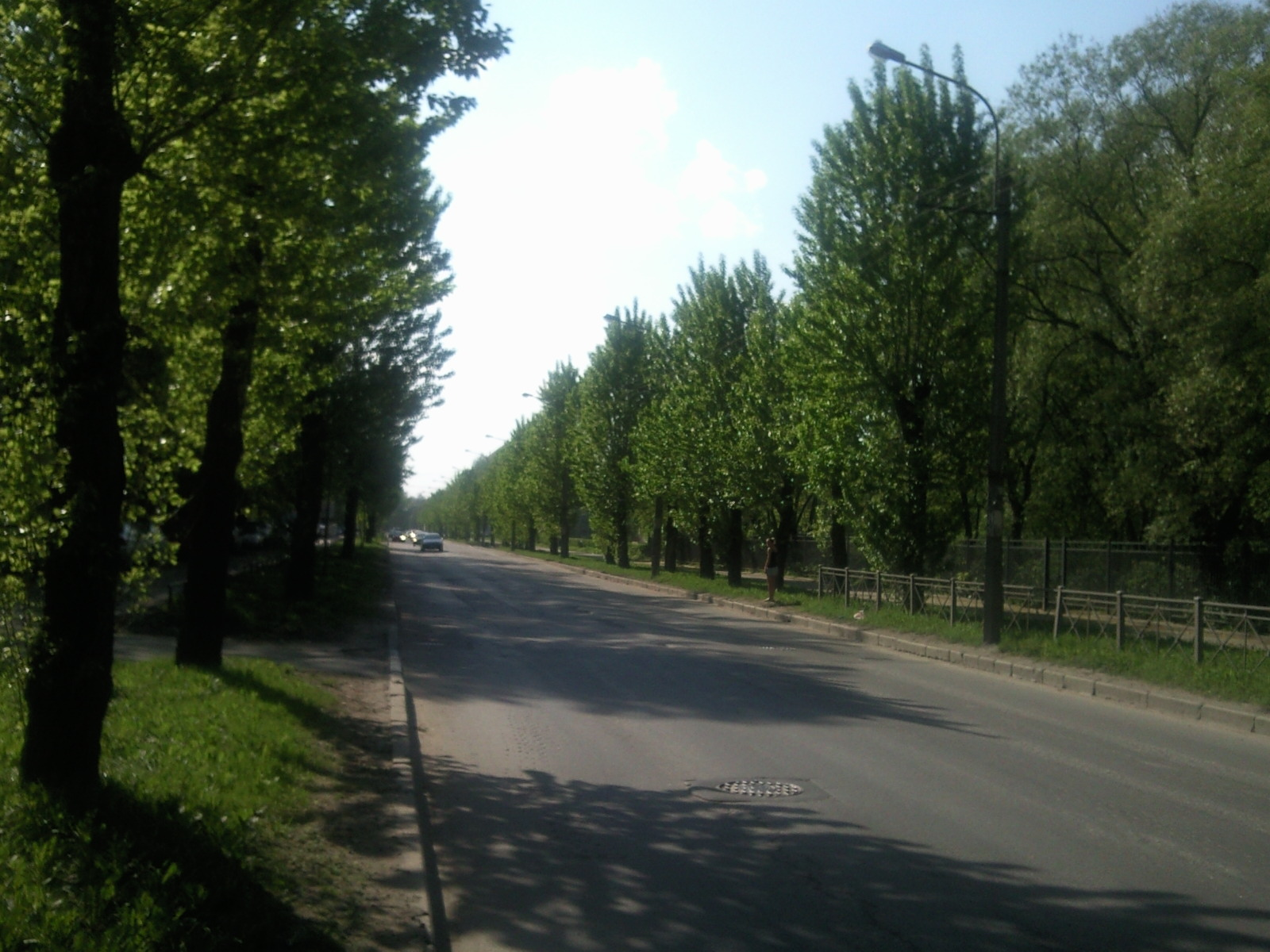